# Герб Рассказово
Герб муниципального образования городской округ город Расска́зово Тамбовской области Российской Федерации.
Герб Рассказово утверждён решением Рассказовского городского Совета народных депутатов от 28 сентября 2011 года № 296.
Герб внесён в Государственный геральдический регистр Российской Федерации с присвоением регистрационного номера № 7342.

## Описание герба

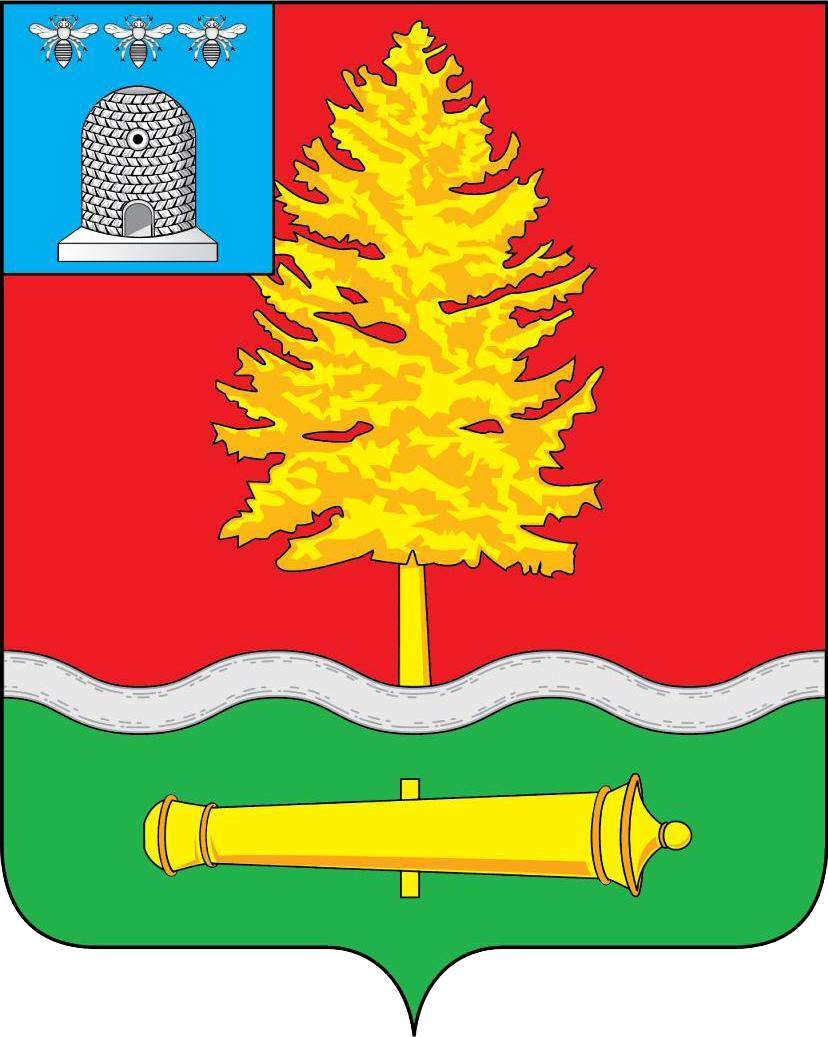
Герб Рассказово с вольной частью.

«В червлёном поле серебряная выделанная кожа, обременённая чёрным клубком ниток и сопровождённая золотыми головками колосьев, расходящимися в кольцо».

Герб города Рассказово в соответствии со статьёй 4 Закона Тамбовской области от 27 марта 2003 г. N 108-З «О гербе Тамбовской области» может воспроизводится с вольной частью — четырёхугольником, примыкающим к верхнему правому углу герба города Рассказово с воспроизведёнными в нем фигурами из герба Тамбовской области.
Герб города Рассказово в соответствии с Методическими рекомендациями по разработке и использованию официальных символов муниципальных образований (Раздел 2, Глава VIII, п.п. 45-46), утверждёнными Геральдическим советом при Президенте Российской Федерации 28.06.2006 года может воспроизводиться со статусной короной установленного образца.

## Символика герба
Герб города Рассказово языком символов и аллегорий отражает географические, исторические и другие особенности города, связывающие его прошлое и настоящее.
Первые фабрики по производству кож и сукна появились в Рассказово во второй половине XVIII века. И в настоящее время в городском округе действует фабрика по пошиву меховой одежды и кожевенный завод.
Главная фигура герба — выделанная шкура — является символом кожевенного производства, символом связи поколений, символом обобществлённого труда (изготовителей шкур и мастеровых по пошиву одежды и обуви).
В центре шкуры — клубок шерсти — символизирует старинное кустарное производство Рассказовских мастеров — вязание шерстяных изделий.
Город Рассказово является административным центром Рассказовского района, основным видом деятельности которого является сельское хозяйство, что символически отражено в гербе города расходящимися, словно солнечные лучи, золотыми колосьями.
Красный цвет — символ труда, мужества, жизнеутверждающей силы, красоты и праздника.
Зелёный цвет символизирует природу, весну, здоровье, молодость и надежду.
Серебро — символ чистоты, открытости, божественной мудрости, примирения.
Чёрный цвет символизирует благоразумие, мудрость, скромность, честность.
Золото — символ урожая, богатства, стабильности, уважения, солнечного тепла и энергии.
Герб Рассказово был разработан при содействии Союза геральдистов России.
Авторы герба: идея — Алексей Чесноков, Андрей Литовский, Геннадий Курносов (Рассказово); геральдическая доработка — Константин Мочёнов (Химки); художник и компьютерный дизайн — Оксана Афанасьева (Москва); обоснование символики — Вячеслав Мишин (Химки).

## Интересные факты
В 2006 году был выпущен сувенирный значок геральдического типа с эмблемой города Рассказово (эмблема не утверждалась официально): «В зелёном поле чёрно-золотая волчья голова. В вольной части герб Тамбовской области».
Возможно, волк в эмблеме олицетворял знаменитый фразеологизм «Тамбовский волк тебе товарищ»…